# Vesperoctenus
Vesperoctenus is een kevergeslacht uit de familie van de boktorren (Cerambycidae). De wetenschappelijke naam van het geslacht werd voor het eerst geldig gepubliceerd in 1891 door Bates.

## Soorten
Vesperoctenus is monotypisch en omvat slechts de volgende soort:
- Vesperoctenus flohri Bates, 1891